# Håkan Nial

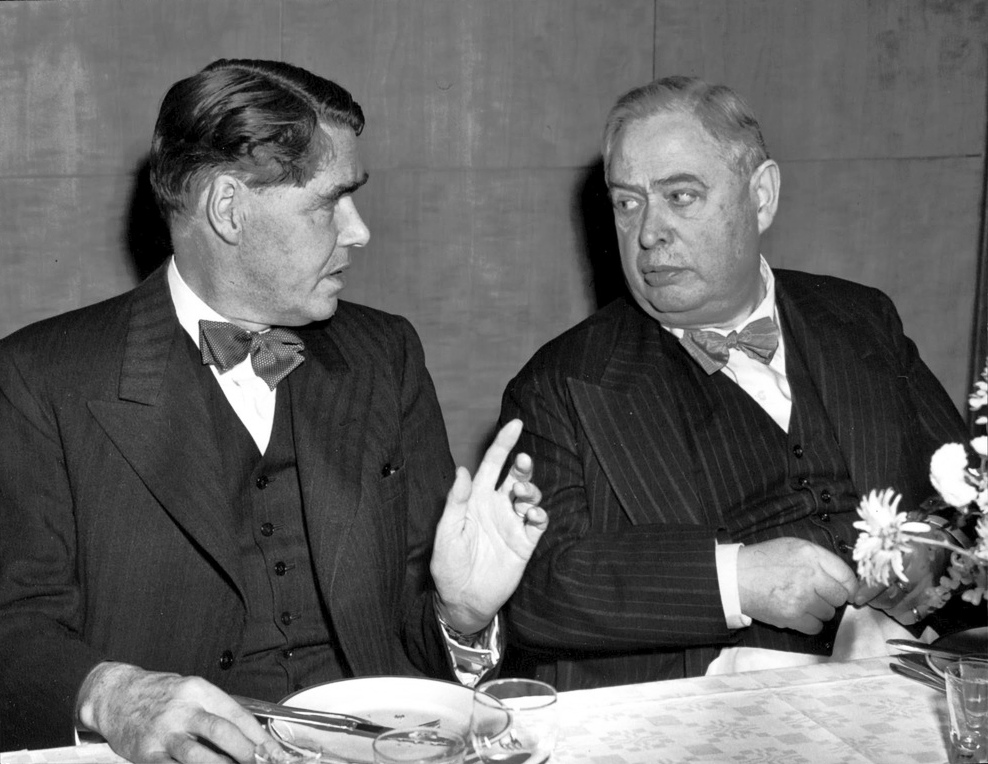
Håkan Nial (till vänster) i samspråk med Sven Tunberg.

Stig Håkan Nial, född 28 februari 1899 i Skara, död 21 oktober 1994 i Västerleds församling, Stockholm, var en svensk jurist och universitetsrektor.

## Biografi
Nial blev juris kandidat vid Stockholms högskola (StHS) 1922, och juris doktor 1930 på en doktorsavhandling om aktiebrev. Han var verksam som t.f. häradshövding i olika domstolar 1924–1926, t.f. fiskal i Svea hovrätt 1926, blev docent vid StHS 1929, biträdande lärare och t.f. professor vid Handelshögskolan i Stockholm 1930. Han blev professor i civilrätt och internationell privaträtt vid StHS 1937. Han var högskolans prorektor 1948–1958 och dess rektor 1958–1960, och fortsatt rektor 1960–1966 efter förstatligandet och ombildningen till Stockholms universitet 1960. 1966 gick han i pension.
Nial blev juris hedersdoktor vid Johann Wolfgang Goethe-Universität i Frankfurt am Main 1960. Från 1962 var han styrelseordförande i Svenska Dagbladet AB. Nial blev riddare av Nordstjärneorden 1941, kommendör av samma orden 1956 och kommendör av första klassen 1965.